# アンナ・リー・フィッシャー
アンナ・リー・フィッシャー（Anna Lee Tingle Fisher、1949年8月24日-）は、ニューヨーク市出身のアメリカ合衆国の化学者、アメリカ航空宇宙局の宇宙飛行士である。

## 人生
フィッシャーはニューヨークで生まれたが、カリフォルニア州サンペドロで育ったため、そこを故郷だと考えている。1967年にサンペドロ高校を卒業し、1971年にカリフォルニア大学ロサンゼルス校で化学の学士号を取得した。その後、同校の大学院で金属カルボニルのX線回折の研究を行った。翌年、彼女はUCLAの医学部に移籍し、1976年に医学博士号を取得した。1977年にカリフォルニア州トーランスのハーバー・ジェネラル病院でインターンシップを行った。彼女は救急医学を専攻し、ロサンゼルス地区のいくつかの病院で働いた。フィッシャーは後に大学院に戻り、1987年に化学の修士号を取得した。

## NASAでのキャリア
フィッシャーは1978年1月に宇宙飛行士の候補に選ばれた。1979年8月に訓練と評価を終了し、スペースシャトルのミッションスペシャリストとなった。
STS-5からSTS-7までの間、フィッシャーはケネディ宇宙センターで走行車とペイロードの試験を行った。さらにSTS-1から4の軌道飛行試験の打上げ、着陸の際には、医師として救助ヘリコプターで同行した。STS-9では通信管制員を務めた。

### チャレンジャー事故後
フィッシャーはチャレンジャー号爆発事故前に、STS-61-Hのミッションスペシャリストに指名された。事故後、彼女は宇宙飛行士室のミッション開発部門の副責任者となった。1987年には宇宙飛行士選考委員も務めた。

### 復帰
1989年から1996年までNASAを離れた後、フィッシャーは1996年にNASAの宇宙飛行士室に復帰した。復帰後、彼女はオペレーション計画部門に配属され、国際宇宙ステーションの支援のための教育等に携わった。1997年6月から1998年6月には、オペレーション計画部門のチーフを務めた。宇宙飛行士室の改組にあわせ、彼女は1998年6月から1999年6月まで、宇宙ステーションオペレーション/訓練部門の責任者を務めた。次に彼女は宇宙飛行士室の宇宙ステーション部門の責任者となり、40人から50人の宇宙飛行士と支援者の統括を行うこととなった。多くの宇宙ステーション計画委員会や多国間委員会では、宇宙飛行士の代表を務めた。フィッシャーは現在、シャトル部門で技術的な仕事を行っている。

## 宇宙飛行経験
フィッシャーは1984年11月8日に打ち上げられたSTS-51-Aでミッションスペシャリストを務めた。彼女はフレデリック・ホーク（機長）、デビッド・ウォーカー（パイロット）、ミッションスペシャリストのデール・ガードナー、ジョセフ・アレンとともに宇宙を訪れた。フィッシャーは1度の宇宙飛行で192時間宇宙に滞在した。
彼女はSTS-51-Aの飛行で、宇宙を訪れた初めての「母親」になった。